# 回文配列

DNAにおける回文配列
A：回文、B：ループ、C：ステム

回文配列（パリンドローム配列）とは、二本鎖DNA分子またはRNA分子内の核酸配列であり、片方の一本鎖における特定の方向（例えば5 'から3'）での塩基配列の読み取りが、もう片方の相補鎖における同じ方向での読み取りと一致する配列である。例えば、DNAの二重らせんにおける片方の配列の一部配列がACCTAGGTの場合、もう片方の配列はTGGATCCAとなるが、この配列を逆から読むと片方の配列と同じとなり、回文配列といえる。   
回文構造のヌクレオチド配列は ヘアピンを形成することができる。回文モチーフは、ほとんどのゲノムまたは一連の遺伝的指令で見つかっている。回文配列については、真正細菌の染色体および、これに散在するBacterial Interspersed Mosaic Element（BIME）に存在するものが研究されてきた。2008年、ゲノムシーケンスプロジェクトにより、ヒトX染色体およびY染色体の大部分が回文配列であることが判明した。回文構造により、Y染色体は中央で自身を折れ曲がらせることができ、片側が損傷した場合に自己修復することを可能にする。 
回文配列は、タンパク質を構成するペプチド配列においても頻繁に見られる が、それらの役割はわかっていない。タンパク質中の回文配列はしばしば低複雑性領域と関連しており、また、回文配列はアルファヘリックス またはタンパク質/タンパク質複合体を形成させる傾向がある。 

## 役割

### 制限酵素の標的領域
多くの制限エンドヌクレアーゼは特定の回文配列を認識して切断する。例えば、EcoR1は次の回文配列を認識する。 
```
 5'- G  A  A  T  T  C -3'

 3'- C  T  T  A  A  G -5'
```

その他の制限酵素とそれらが認識する回文配列を以下に示す。 
| 制限酵素    | 由来                                                         | 認識配列          | 切断                                |
| ----------- | ------------------------------------------------------------ | ----------------- | ----------------------------------- |
| EcoR1       | 大腸菌(Escherichia coli)                                     | 5'GAATTC 3'CTTAAG | 5'---G AATTC---3' 3'---CTTAA G---5' |
| BamH1       | バシラス・アミロリケファシエンス(Bacillus amyloliquefaciens) | 5'GGATCC 3'CCTAGG | 5'---G GATCC---3' 3'---CCTAG G---5' |
| Taq1        | テルムス・アクウァーティクス(Thermus aquaticus)              | 5'TCGA 3'AGCT     | 5'---T CGA---3' 3'---AGC T---5'     |
| Alu1 *      | アルスロバクター・ルテウス(Arthrobacter luteus)              | 5'AGCT 3'TCGA     | 5'---AG CT---3' 3'---TC GA---5'     |
| * =平滑末端 |                                                              |                   |                                     |

### T細胞受容体
T細胞受容体 （TCR）遺伝子は、生殖系列にコードされた遺伝子断片V、D、およびJの再構成（V(D)J遺伝子再構成）によって多様化され、莫大な抗原特異性を得ることを可能にしている。このとき、V-DおよびD-Jのつなぎ目では、塩基配列がランダムなNヌクレオチドと、生殖系列DNAの配列と相補的な1〜3塩基対の回文構造ヌクレオチド(Pヌクレオチド)が挿入される。 